# Sergio Mora (baloncestista)
Sergio Mora (Formosa, provincia de Formosa, Argentina 18 de mayo de 1993) es un basquetbolista argentino que se desempeña como base para Estudiantes de Formosa de La Liga Federal en Argentina.
Fue miembro de la selección de Formosa que conquistó el Campeonato Argentino de Básquet 2019.

## Carrera

### Clubes
Mora comenzó su carrera en las divisiones formativas de La Unión de Formosa, hasta que el 26 de noviembre de 2009 debutó como profesional contra Libertad. 
En 2013 fichó por el equipo entrerriano Peñarol del Tala del Torneo Federal de Básquetbol de Argentina, donde permaneció media temporada. Antes de dejar a La Unión de Formosa, fue parte del plantel que disputó la final de la LNB contra San Lorenzo.
Siguieron pasos por Hindú de Resistencia, Peñarol del Tala, y AMAD de Goya.
En 2021 guio a Centro Bancario Gualeguay en la conquista de la Liga Provincial de Mayores de Entre Ríos, siendo escogido MVP de la final.

### Trayectoria
| Club                      | País      | Año             |
| ------------------------- | --------- | --------------- |
| La Unión de Formosa       | Argentina | 2009 - 2013     |
| Peñarol del Tala          | Argentina | 2013            |
| Estudiantes de Formosa    | Argentina | 2013            |
| La Unión de Formosa       | Argentina | 2014 - 2016     |
| Hindú de Resistencia      | Argentina | 2016 - 2017     |
| Peñarol del Tala          | Argentina | 2017 - 2018     |
| AMAD de Goya              | Argentina | 2018 - 2020     |
| Centro Bancario Gualeguay | Argentina | 2021            |
| AMAD de Goya              | Argentina | 2022            |
| Atlético Saladas          | Argentina | 2022            |
| Estudiantes de Formosa    | Argentina | 2023            |
| Peñarol del Tala          | Argentina | 2023            |
| Centro Bancario Gualeguay | Argentina | 2024            |
| Sol de América            | Argentina | 2024            |
| Estudiantes de Formosa    | Argentina | 2025 - Presente |